# Швецов, Максим Юрьевич
Макси́м Ю́рьевич Швецо́в (род. 5 января 1973, Хабаровск) — советский и российский футболист, полузащитник, тренер.

## Карьера

### Игровая
С восьми лет воспитанник хабаровской ДЮСШ СКА, тренеры — Олег Васильевич Носенко и Владимир Иванович Шиндин. В 1990 году оказался в местной команде СКА, со второй половины следующего сезона стал игроком основного состава. В 1996 году с десятью голами стал лучшим бомбардиром команды, по окончании сезона получил несколько предложений от клубов Высшей лиги и перешёл в сочинскую «Жемчужину», за которую в полутора сезонах провёл 23 игры, забил 2 гола. Летом 1998 вернулся в хабаровский клуб, но из-за конфликта с главным тренером Олегом Смоляниновым в 2001 году перешёл в читинский «Локомотив». В 2006 году, после ухода Смолянинова, вновь вернулся в «СКА-Энергию», где в следующем сезоне завершил профессиональную карьеру.

### Тренерская
В 2008—2009 годах был главным тренером любительского клуба «Экспресс» Хабаровск, просуществовавшего два сезона. С 2012 по 2016 год — главный тренер клуба III дивизиона «Дальстройиндустрия» Комсомольск-на-Амуре. С 2016 по 2018 год возглавлял клуб ПФЛ «Смена» Комсомольск-на-Амуре. С 2018 по 2019 год был главным тренером «Сахалина». С лета 2019 по январь 2022 года являлся главным тренером и одновременно начальником «Читы». В 2023 году возглавлял «Рязань».

## Достижения
- Серебряный призёр зоны «Восток» Второго дивизиона России (2): 1999, 2000
- Серебряный призёр Второй низшей лиги СССР: 1991